# Chinesische Mauer

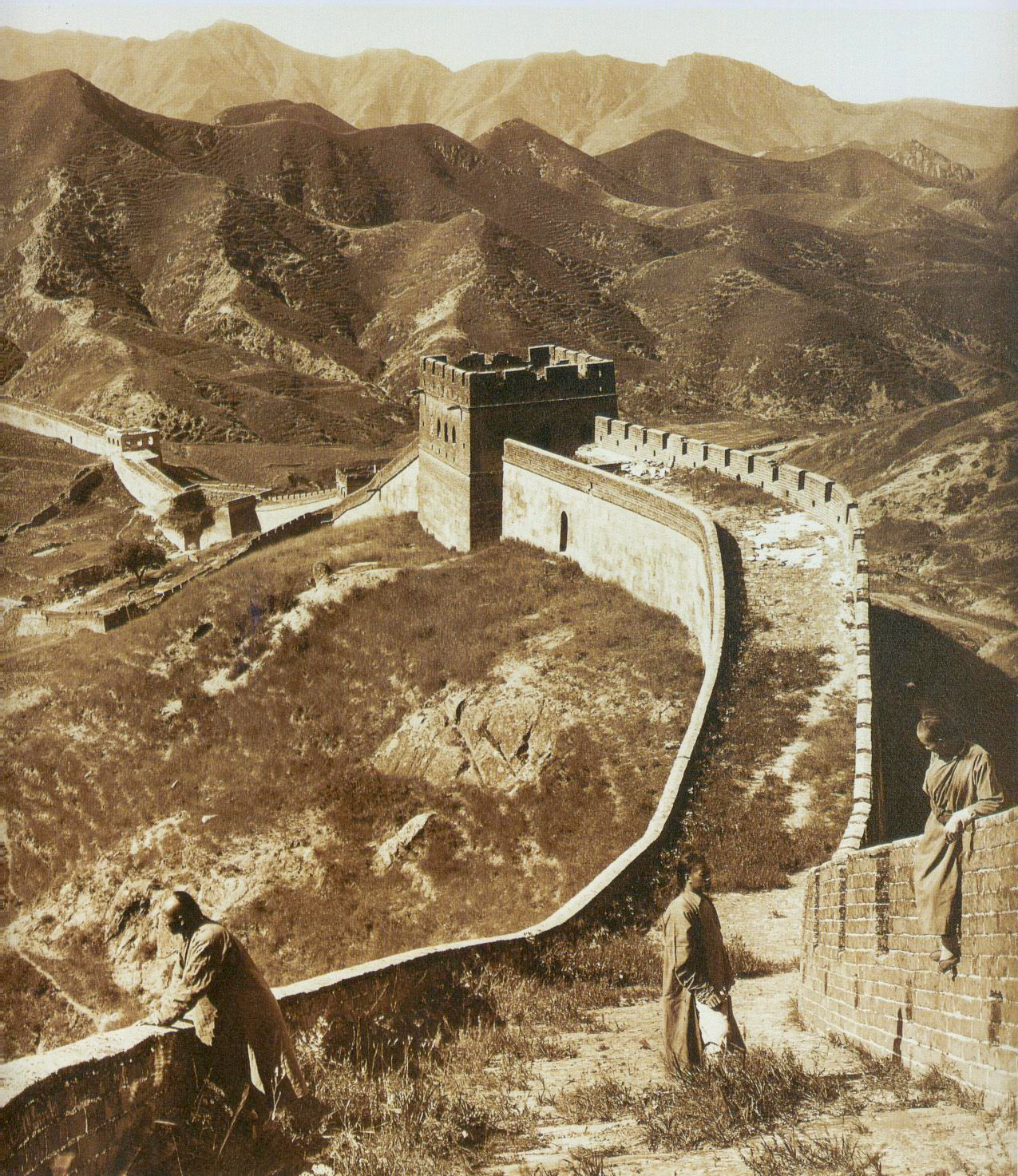
Chinesische Mauer, Herbert Ponting, 1907

Die Chinesische Mauer ist eine Schutzanlage zur Grenzsicherung, die unter anderem auch während der Ming-Dynastie (1368–1644) im Norden Chinas errichtet wurde. Der chinesische Ausdruck ist 萬里長城 / 万里长城,  Wànlǐ Chángchéng – „10.000-Li-Mauer, besser: zehntausende Li lange (Schutz-)Mauer“ oder kurz 長城 / 长城,  Chángchéng, Jyutping Coeng4sing4anhören (kantonesisch)ⓘ – „Lange Mauer“, auch mit „Große Mauer“ (vgl. Englisch: „Great Wall“) übersetzt.
Die Anlage ist in Abschnitten zu unterschiedlichen Zeiten mit unterschiedlichen Bautechniken gebaut worden. Breite, begehbare Mauern im Norden Pekings aus der zweiten Hälfte des 16. Jahrhunderts bilden das ikonische Bild der Chinesischen Mauer und sind zu einem Sinnbild Chinas geworden. In anderen Abschnitten, besonders im Westen, ist die Befestigung oftmals aus festgeklopftem Lehm erbaut worden. Die Länge der Schutzanlage wird mit 6260 Kilometern angegeben.

## Begriffe

### 10.000 Li lange Mauer
Der chinesische Name „10.000 Li lange Mauer“ (萬里長城 / 万里长城,  Wànlǐ Chángchéng) beinhaltet die chinesische Längenangabe lǐ (里). Ein historisches Li entspricht etwa 500 m, 10.000 Li sind daher ca. 5.000 km. Der Ausdruck ist jedoch nicht wörtlich zu verstehen. Die Zahl 10.000, also wàn (萬 / 万), steht im Chinesischen auch für Unendlichkeit bzw. eine unzählbare Menge (ähnlich der Myriade). Daher ist der Ausdruck etwa als „unvorstellbar lange Mauer“ zu verstehen. (vgl. wansui, 萬歲 / 万岁)

### Große Mauer oder Große Mauern?

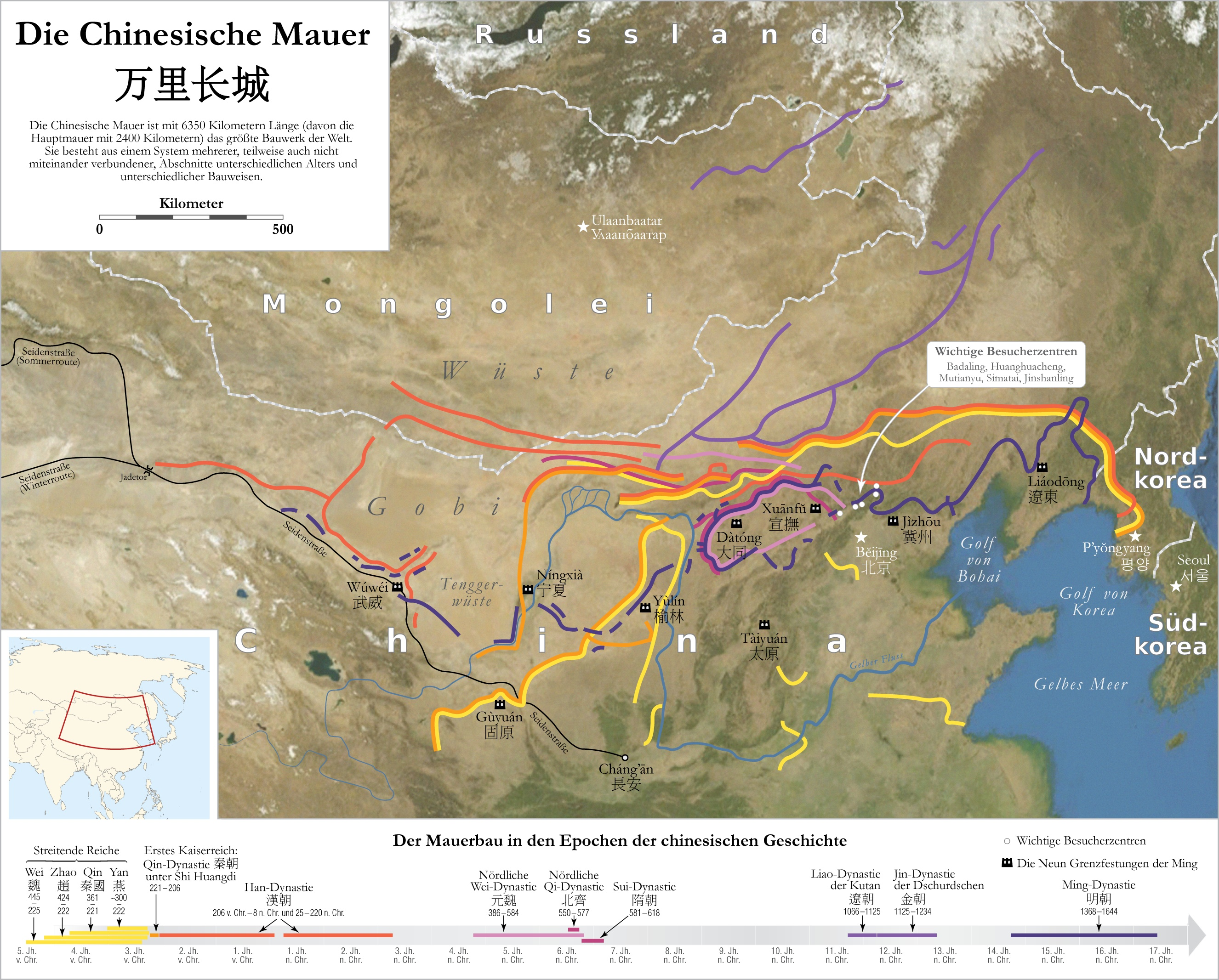
Die Großen Mauern

Das Errichten von Wällen und Mauern zur Grenzziehung und -befestigung hat in China eine lange Tradition. Wohl schon zur Zeit der Frühlings- und Herbstannalen (722–481 v. Chr.) und zur Zeit der Streitenden Reiche (475 – 221 v. Chr.) bauten die einzelnen Staaten Grenzbefestigungen. Nach Überlieferung ließ der erste chinesische Kaiser, Qin Shihuangdi, um 220 v. Chr. eine „lange Mauer“ mit „über 10.000 Li“ an der Nordgrenze errichten.
Vom 17. Jahrhundert bis ins 19. Jahrhundert hinein ging man in Europa davon aus, dass die Befestigungen bei Peking unter Qin Shihuangdi, dem ersten Kaiser Chinas, erbaut worden sind, sowie dass die gesamte (ehemalige) Nordgrenze mit einer solchen Mauer gesichert ist. Bis heute hält sich die Vorstellung, dass die Mauer zumindest unter Qin Shihuangdi begonnen worden sei, was aber nicht mit den heutigen Kenntnissen übereinstimmt (siehe Karte).
Nachdem sich herausgestellt hatte, dass die ikonische Mauer viel jüngeren Datums ist als zunächst angenommen und dass ältere Bollwerke anders verlaufen, ist es in China üblich geworden, alle historisch im Norden Chinas errichteten längeren Grenzbefestigungen durch Wälle und Mauern zusammenfassend als 萬里長城 / 万里长城,  Wànlǐ Chángchéng – „10.000-Li-Mauer“ oder auch „10.000 Li Mauern“ (im Chinesischen gibt es keinen Numerus – „Zahlform“) – oder als 長城 / 长城,  Chángchéng zu bezeichnen, auch wenn historisch andere Begriffe für die einzelnen Befestigungen in Gebrauch waren. Im Englischen wird dies als „Great Wall“ übersetzt, was nun, obwohl im Singular, für alle ehemaligen Grenzbefestigungen im Norden Chinas steht. Im Deutschen wird nun auch der Begriff „Chinesische Mauer“ zusammenfassend für all diese Grenzbefestigungen benutzt (siehe die Überschrift der Karte). Bei Aussagen zu „der Chinesischen Mauer“ in diesem weiteren Sinn ist zu beachten, dass die einzelnen Befestigungen aus weit auseinanderliegenden Epochen stammen und zu keinem Zeitraum ein System von Mauern darstellten.
Im Folgenden werden die von den unterschiedlichen Dynastien erbauten, unterschiedlichen Bollwerke jeweils mit „Große Mauern“ bezeichnet, die Chinesische Mauer im klassischen Sinn mit „Große Mauer der Ming-Zeit“. Man beachte, dass auch diese „Große Mauer“ nicht als einheitliches Bauwerk, sondern über einen Zeitraum von über 100 Jahren in Abschnitten mit unterschiedlicher Bauweise errichtet worden ist.

## Ausdehnung und Zustand
Nach neuesten archäologischen Erhebungen gab das chinesische Amt für Kulturerbe im Juni 2012 die Gesamtlänge aller Großen Mauern mit 21.196 km an.
Hinsichtlich Volumen und Masse gilt die Große Mauer der Ming-Zeit als das größte Bauwerk der Welt. Dabei besteht die Mauer aus einem System mehrerer teilweise auch nicht miteinander verbundenen Abschnitte unterschiedlichen Alters und unterschiedlicher Bauweise, deren Hauptmauer 2.400 km lang ist. Insgesamt erstreckt sich die Mauer über 15 Provinzen, autonome Gebiete und Städte: Peking, Tianjin, Hebei, Shanxi, Innere Mongolei, Liaoning, Jilin, Heilongjiang, Shandong, Henan, Shaanxi, Gansu, Qinghai, Ningxia, Xinjiang. Der Abschnitt zwischen Shanhaiguan, Yumenguan und Yangguan ist mit einer angegebenen Länge von 3.460 km als „längste Mauer der Welt“ im Guinness-Buch der Rekorde verzeichnet.

Übersicht der wichtigsten Abschnitte der Chinesischen Mauer bei Peking samt Restaurierungsstatus; Gesamtlänge der dargestellten Abschnitte: 1222 km

Die Mauer wird heute durch staatliche Finanzierung ständig restauriert. Bei Peking steht ein 600 km langer Abschnitt, der größtenteils in einem guten Zustand ist. Vier Abschnitte können von Touristen besichtigt werden. Der bekannteste restaurierte Mauerabschnitt erstreckt sich bei Badaling, 70 km nordwestlich von Peking. Weitere touristisch erschlossene Abschnitte befinden sich bei Mutianyu, Simatai und Juyongguan. Während die Abschnitte bei Mutianyu und Badaling aufgrund des großen touristischen Interesses erweitert werden sollen, sind zugleich neue, der Öffentlichkeit zugängliche Abschnitte bei Huanghuacheng und Hefangkou geplant.

## Geschichte

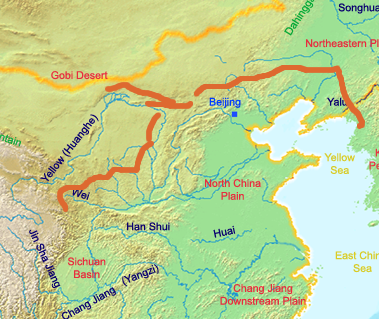
Orange: Große Mauer der Qin-Dynastie

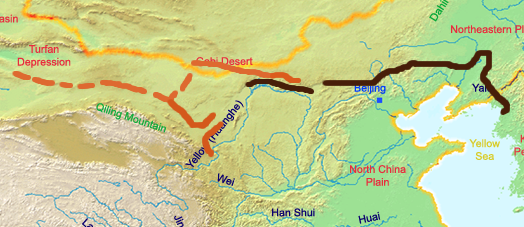
Schwarz: Große Mauer der Han-Dynastie

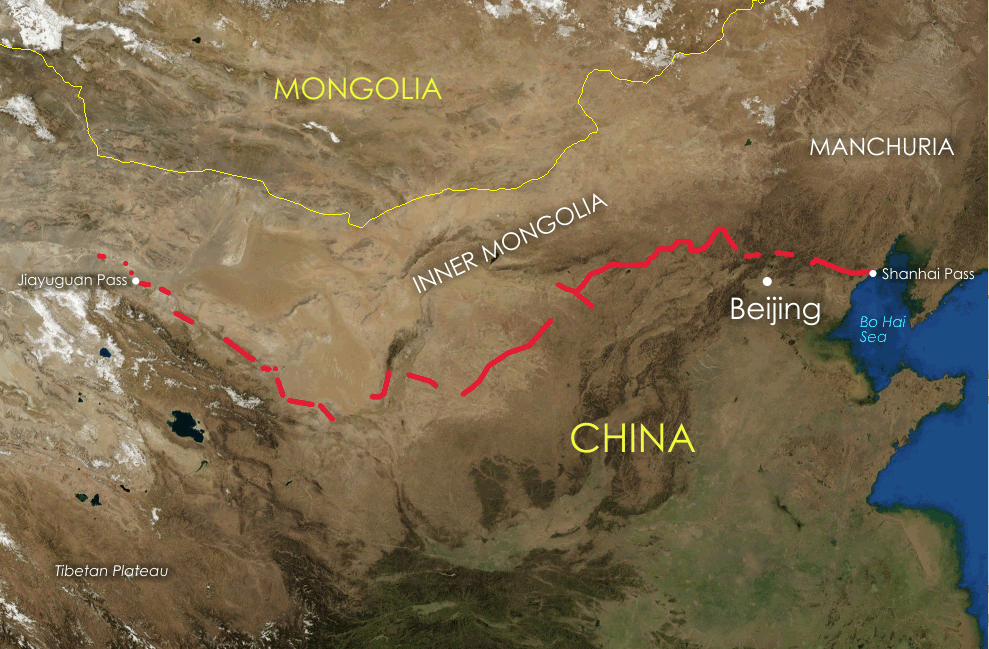
Rot: Große Mauer der Ming-Dynastie

### Frühe Große Mauern
Es wird angenommen, dass bereits im 7. Jahrhundert v. Chr. Große Mauern errichtet wurden. Die ältesten bisher gefundenen Großen Mauern sind die des Qi-Herzogtums in der heutigen Provinz Shandong und die Große Mauer des Königreiches Chu in der heutigen Provinz Henan. Sie reichen damit zurück in die Zeit der Frühlings- und Herbstannalen (770–476 v. Chr.).
Weitere frühe mauerartige Grenzbefestigungen entstanden wahrscheinlich in der zweiten Hälfte des 5. Jahrhunderts v. Chr. in der Zeit der Streitenden Reiche als Schutz gegen die sich untereinander befehdenden Chinesen. Diese einzelnen Mauerabschnitte bestanden aus festgeklopftem Lehm, der zur besseren Haltbarkeit mit Stroh- und Reisigschichten vermischt wurde.
214 v. Chr. ließ der erste chinesische Kaiser, Qin Shihuangdi, Schutzwälle errichten, die das chinesische Kaiserreich nach der Expansion über den Gelben Fluss gegen die Völker aus dem Norden, vor allem die Xiongnu, schützen sollten. Im Unterschied zu schon vorhandenen alten Mauerresten wurde die Mauer nicht in den Tälern, sondern unterhalb der Kammlinie der Gebirge an den Nordabhängen errichtet. Sie bestand wegen des Fehlens von Lehm größtenteils aus aufeinander geschichteten Natursteinplatten.
Seitdem wurden immer wieder Große Mauern erbaut (siehe Karte „Die Chinesische Mauer“ oben).
Der britische Archäologe Aurel Stein entdeckte 1907 im Bereich der Großen Mauer der Han-Dynastie (漢長城 / 汉长城,  Han changcheng) zahlreiche Bambusstreifen, auf denen er Befehle, Anweisungen und Feldpostbriefe aus dem ersten Jahrhundert vor Chr. entziffern konnte, sowie Siegel der Kommandanten, geheime Codes auf getrennten Tafeln und Einsatzpläne der an dem Mauerabschnitt damals eingesetzten Soldaten. Als wichtigste gefundene Aufzeichnungen gelten Angaben über ein nach Stein so benanntes optisches Telegraphiesystem, mit dem von der Mauer vorgelagerten Türmen tagsüber mit codierten Rauchsignalen und in der Nacht mit Feuersignalen den Wachtürmen an der Mauer und im chinesischen Hinterland bis zu den dort stationierten Garnisonen mitgeteilt wurde, wenn Angreifer aus dem Norden sich dem Mauerabschnitt näherten. Durch einen festgelegten Code war es damals sogar möglich, auch die Anzahl und die Entfernung der Angreifer anzugeben.

### Die Große Mauer der Ming-Zeit
In der Ming-Zeit begannen die Bauten 1442 mit dem Errichten von Wällen auf der Halbinsel Liaodong. Hiernach wurden ab 1473 Wälle im Ordos-Plateau errichtet. Bis 1550 wurden dann an weiteren Stellen, insbesondere nördlich und nordöstlich von Peking, Wälle oder Mauern aus Trockenmauerwerk errichtet – nur Durchgänge und Forts wurden mit Mörtel gemauert.
Ab 1550 wurde nördlich von Peking die zuvor bestehende Mauer aus Trockenmauerwerk durch die heutige Mauer aus vermörtelten Werksteinen ersetzt. Von 1569 bis 1571 wurden hierauf 1200 Türme aus Ziegeln errichtet, die als Waffenlager und Signaltürme dienten und Schutz gegen Angreifer boten. Ab 1577 wurden weiter östlich Ziegel anstatt Natursteine verwendet. Bis mindestens 1623 wurden dann weitere Mauern mit Ziegelsteinen errichtet. Der verwendete Mörtel besteht aus gebranntem Kalk und etwa drei Prozent Klebreis, wobei das in diesem frühen Verbundmaterial enthaltene Amylopektin für die besonders hohe Beständigkeit sorgt. Nur die Außenhaut des Bauwerks ist gemauert (Schalmauerwerk), das Innere füllte man mit Lehm, Sand und Schotter. Der Verlauf folgt den Bergkämmen, was die Herstellung besonders erschwerte.
Die Maße der heutigen mit Mörtel gemauerten Mauern sind recht unterschiedlich; im Gebiet von Peking sind 4 bis 8 m Breite auf der Krone und 10 m an der Basis sowie eine Höhe von 6 bis 9 m üblich. Die Türme sind ungefähr 12 m hoch und haben einen Abstand von einigen hundert Metern.

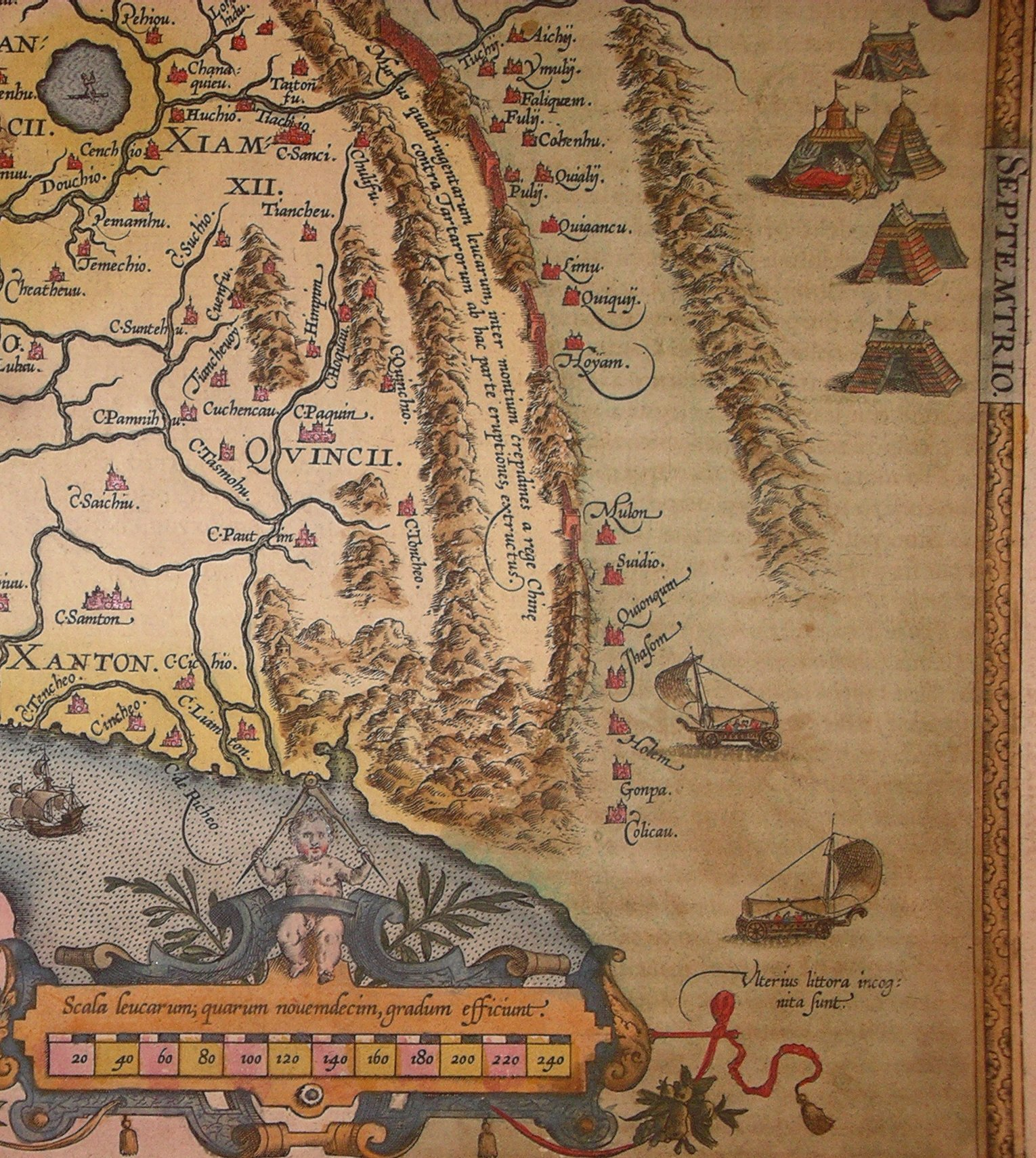
Chinesische Mauer, Detail aus der Karte von Abraham Ortelius (1584)

Auf der berühmten Chinakarte des flämischen Kartografen Abraham Ortelius, die 1584 im Atlas Theatrum Orbis Terrarum erschienen ist, ist eine Große Mauer abgebildet, die vom Baustil her in etwa der ab 1550 gebauten Mauer mit den ab 1569 gebauten Türmen entspricht, wobei allerdings die Breite der Mauer unterschätzt wurde. Diese nach Westen ausgerichtete Karte ist die erste in Europa gedruckte Karte von China. Die Länge der Mauer wurde von diesem Kartografen mit 400 holländischen Meilen, das sind 2336 km, angegeben. Der lateinische Text neben der Mauer lautet: Murus quadringentarum leucarum inter montium crepidines a Rege Chinæ contra Tartarorum ab hac parte eruptiones extructus. Auf Deutsch: Eine vierhundert Meilen lange Mauer wurde zwischen den Bergkämmen vom König von China gegen die Invasionen der Ta(r)taren in diesem Gebiet erstellt.

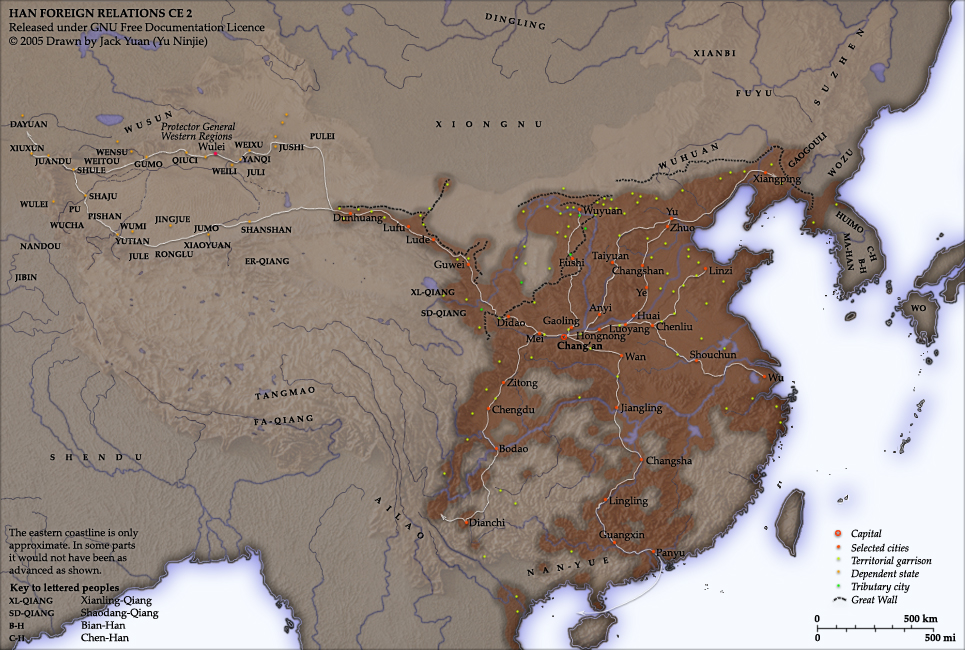
Chinesische Mauer der Han-Dynastie mit Transportrouten und Seidenstraße ab Chang’an Richtung Westen
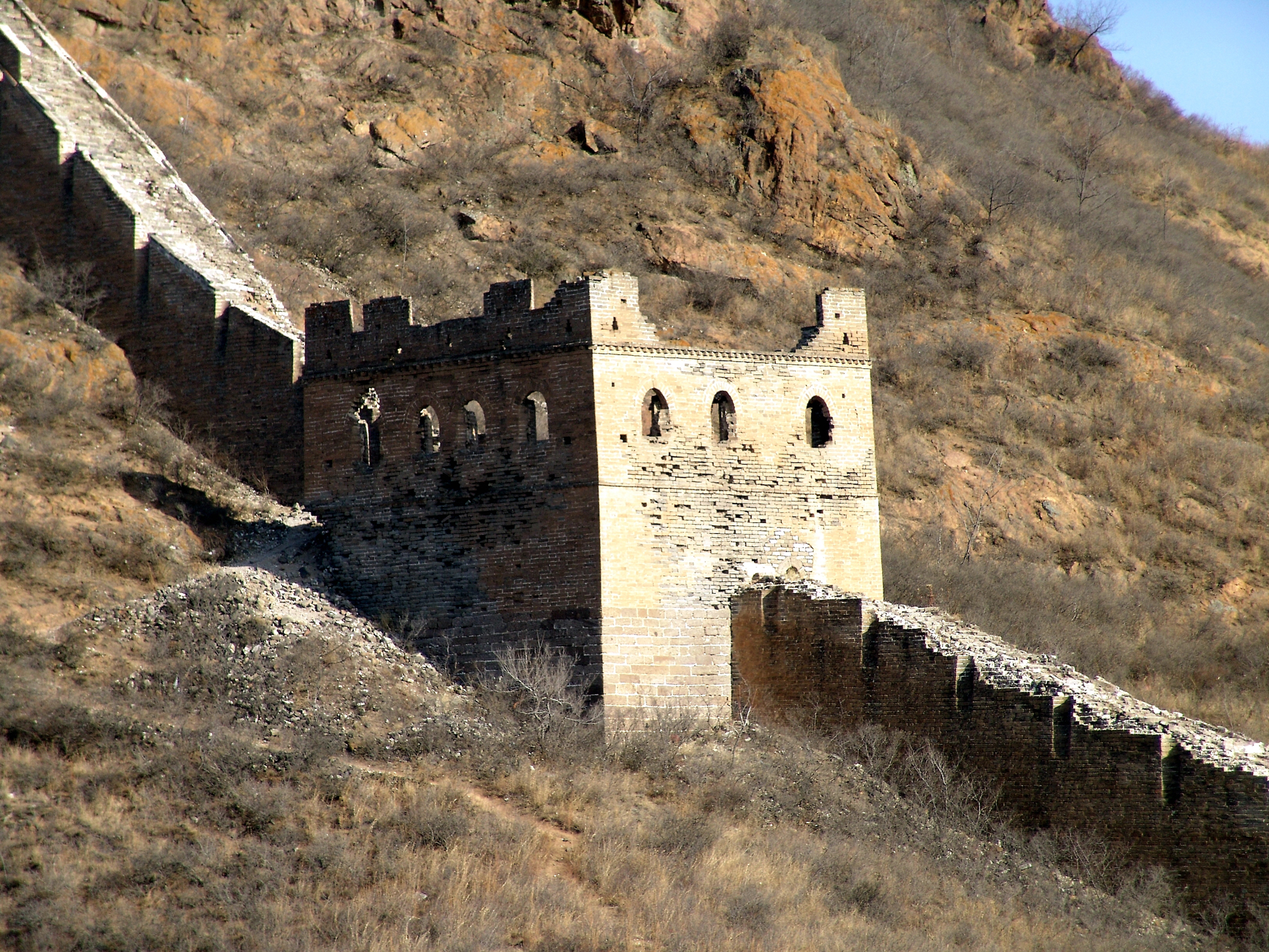
Unrestaurierter Wachturm bei Simatai
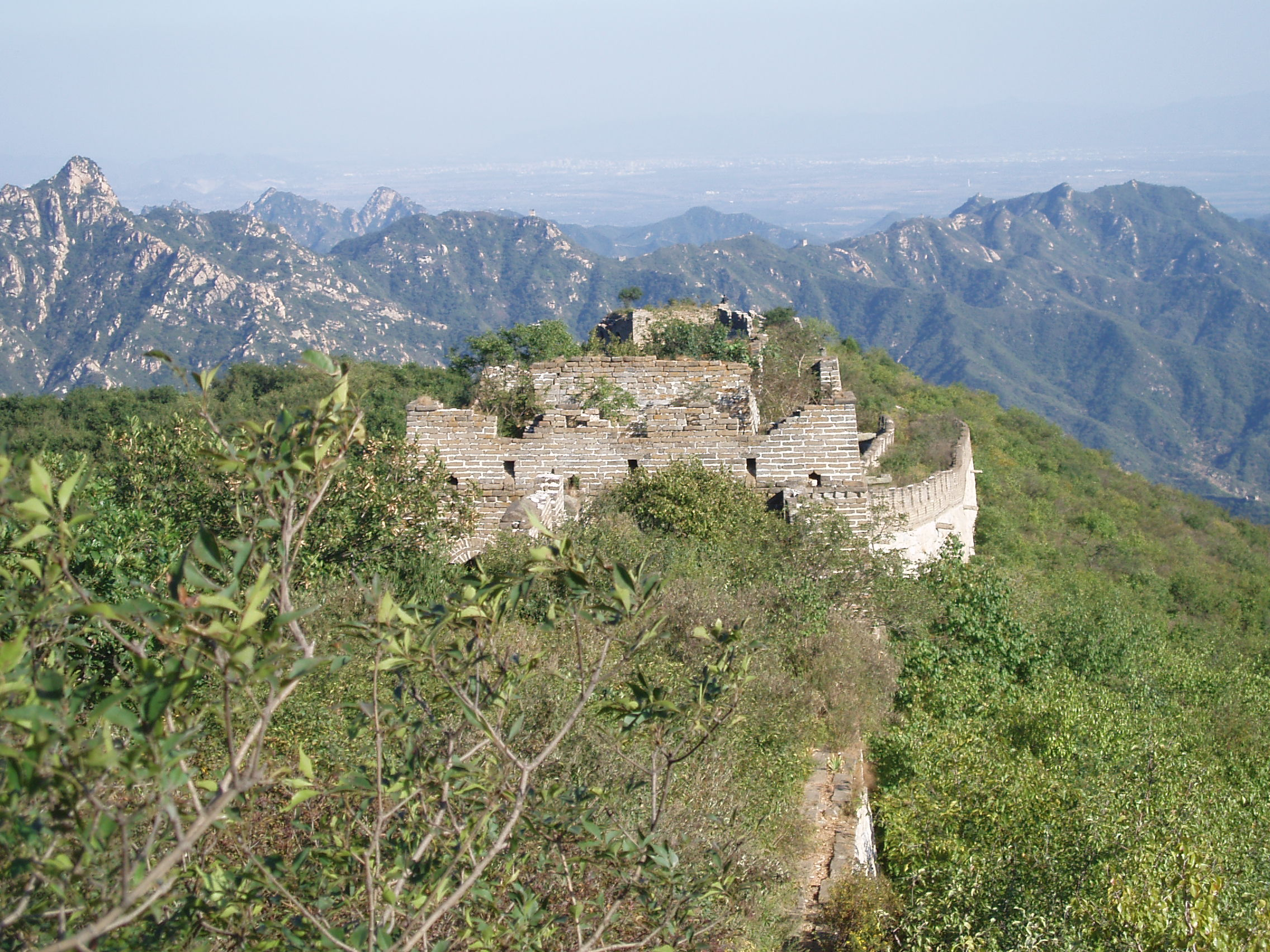
Die Chinesische Mauer, stellenweise in schlechtem Zustand
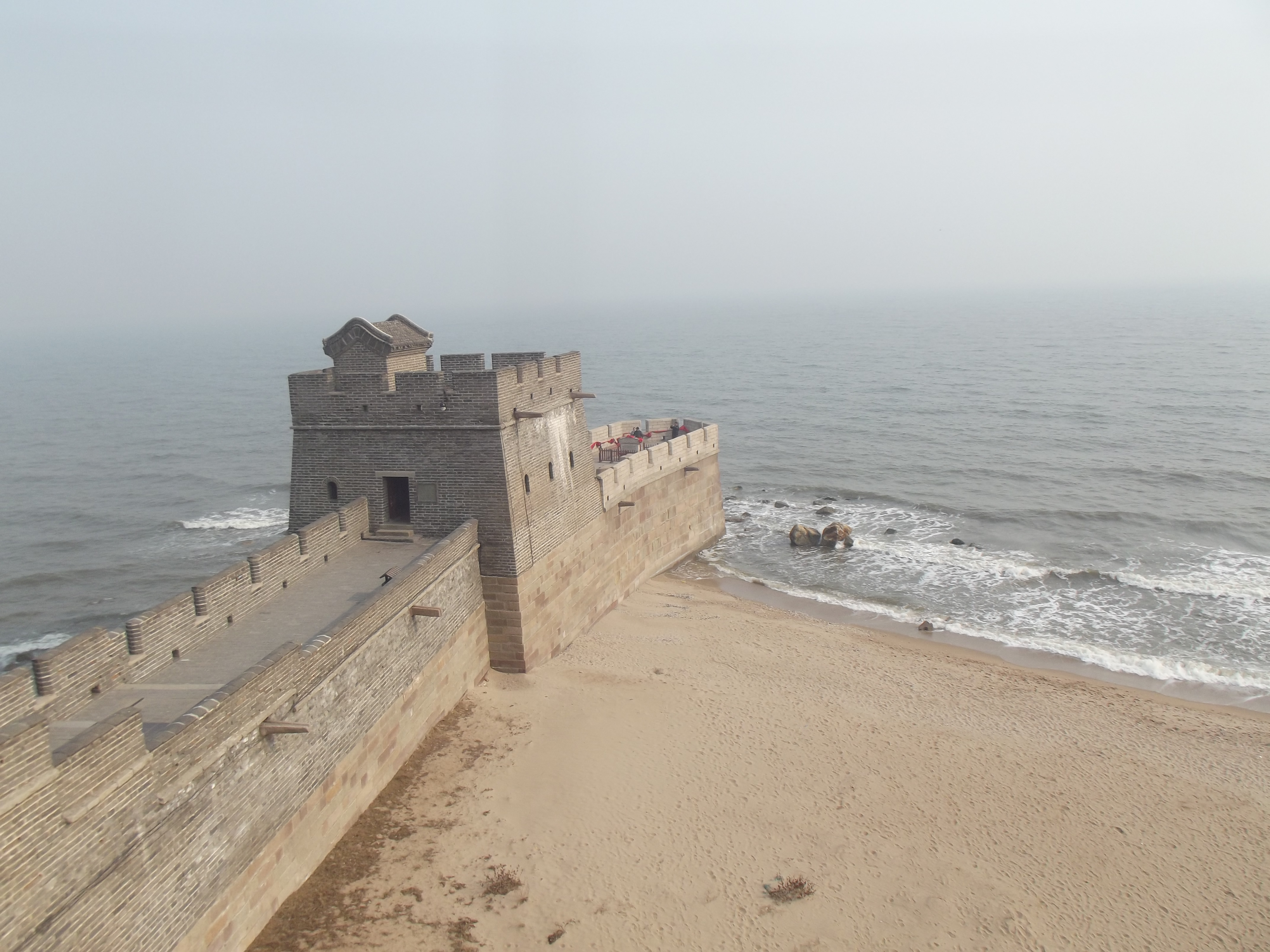
Der sogenannte Drachenkopf, das Ende der Mauer im Pazifik bei Shanhaiguan

### Weitere Befestigungsruinen
Schon Sven Hedin und Folke Bergman erforschten während ihrer Chinesisch-Schwedischen Expedition 1927–1935 den Verlauf der Seidenstraße und entdeckten dabei Reste eines Signalturms in der Wüste Lop Nor, die Folke Bergman 1937 beschrieb. Sie selbst werteten diesen Fund als Beleg für den Verlauf des Handelsweges. Nachdem chinesische Wissenschaftler sein Buch 2000 auf Chinesisch gelesen hatten, suchten sie Anfang 2001 den dort beschriebenen Signalturm auf, fast 500 km westlich der Festung Jiayuguan. Es wird vermutet, dass solche Türme gebaut wurden, um die mittlere Route der Seidenstraße zu schützen, auf der reich beladene Handelskarawanen nach Westen zogen. Mit dem neu erwachten Interesse an der chinesischen Mauer wurde in neuester Zeit spekuliert, dass die Ruinen eine Fortsetzung der Ming-Mauer darstellen.
| Name                           | Zeitrahmen                    | Chin.                                                                | Quellen       | Bemerkungen |
| ------------------------------ | ----------------------------- | -------------------------------------------------------------------- | ------------- | --- |
| Große Mauer der Chu            | 722–221 v. Chr.               | 楚長城 / 楚长城 Chu Changcheng                                       | [ 24 ]        | Die Verteidigungsmauer des Königreichs Chu im Dreieck Hubei, Shaanxi und Henan. Bisher nicht lokalisiert. |
| Große Mauer der Qi             | 722–221 v. Chr.               | 齊長城 / 齐长城 Chu Changcheng                                       | [ 26 ]        | Die Verteidigungsmauer des Staates Qi |
| Große Mauer der Zhao           | 424–222 v. Chr.               | 趙長城 / 赵长城 Zhao Changcheng                                      | [ 27 ]        | Die Verteidigungsmauer des Königreichs Zhao aus der Zeit der Streitenden Reiche |
| Große Mauer der Wei            | 445–225 v. Chr.               | 魏長城遗址 / 魏长城遗址 Wei Changcheng Yizhi                         |               | Die Verteidigungsmauer von König Hui von Liang in Hexi 梁輝王河西長城 / 梁辉王河西长城, Liang Hui Wang Hexi changcheng während der Wei-Dynastie aus der Zeit der Streitenden Reiche |
| Große Mauer der Yan            | 353–290 v. Chr.               | 燕長城 / 燕长城 Yan Changcheng                                       | [ 28 ]        | Die Verteidigungsmauer des Königreichs Yan aus der Zeit der Streitenden Reiche „Erd-“ oder „Steindrache“ |
| Große Mauer der Qin            | 361–221 v. Chr.               | 秦長城 / 秦长城 Qin Changcheng                                       | [ 29 ] [ 30 ] | Die Erste Große Mauer unter Qin Shihuangdi am Ende der Zeit der Streitenden Reiche. Guyang (Qin) (固陽秦長城 / 固阳秦长城, Guyang Qin changcheng), die Große Mauer aus dem Staat Qin von Nalinta (納林塔秦国長城遺址 / 纳林塔秦国长城遗址, Nalinta Qinguo changcheng yizhi), die Qinzeitliche Große Mauer von Xiaoyutai in Xiaoyutai, Yinshan, Innere Mongolei (內蒙古陰山小余泰秦長城 / 内蒙古阴山小余泰秦长城, Neimenggu Yinshan Xiaoyutai Qin Changcheng) u. a. |
| Große Mauer der Han            | 206 v. Chr.–8 n. Chr., 25–220 | 漢長城 / 汉长城 Han Changcheng                                       | [ 31 ]        | Han-Dynastie, die Große Mauer westlich des Gelben Flusses, Loulan |
| Große Mauer der Nördlichen Wei | 352 / 386–584                 | 北魏長城 / 北魏长城 Bei Wei Changcheng                               | [ 32 ]        | Nördliche Wei-Dynastie Hexi-Abschnitt 352–361, Henan-Abschnitt n. bekannt die Große Mauer der Östlichen Wei (Dong Wei, 534–550) chinesisch 东魏长城, Pinyin Dong Wei Changcheng |
| Große Mauer der Nördlichen Qi  | 550–577                       | 北齊長城 / 北齐长城 Bei Qi Changcheng                                | [ 33 ]        | Nördliche Qi-Dynastie |
| Große Mauer der Zhou           | 557–581                       | 北周長城 / 北周长城 Bei Zhou Changcheng                              | [ 34 ]        | Die Verteidigungsmauer der Nördlichen Zhou-Dynastie |
| Große Mauer der Sui            | 581–618                       | 隋長城 / 隋长城 Sui Changcheng                                       | [ 34 ]        | Sui-Dynastie |
| Große Mauer der Tang           | 618–907                       | 唐長城 / 唐长城 Tang Changcheng                                      |               | Die Mudanjiang-Grenzmauer der Tang-Dynastie, der nordöstlichste Teil der Großen Mauer |
| Große Mauer der Song           | 960–1126                      | 北宋長城 / 北宋长城 Bei Song Changcheng                              | [ 35 ]        | Song-Dynastie. Zusätzlich die „Weidezweiggrenze“ (柳條邊 / 柳条边, liutiao bian) |
| Große Mauer der Liao           | 1066–1125                     | 遼長城 / 辽长城 Liao Changcheng                                      | [ 36 ]        | Liao-Dynastie |
| Große Mauer der Jin            | 1125–1234                     | 金長城 / 金长城 Jin Changcheng                                       | [ 34 ] [ 36 ] | Jin-Dynastie der Dschurdschen |
| Große Mauer der Ming           | 1368–1644                     | 明長城 / 明长城 Ming Changcheng                                      | [ 37 ] [ 38 ] | Ming-Dynastie, die Große Mauer in Shijiazhuang |
| Weidenpalisade                 | 1648–1681                     | 柳條邊 / 柳条边 Liǔtiáo Biān mandschurisch ᡳᡵᡝᡤᡝᠨ ᠵᠠᠰᡝ, Biregen Jase |               | Die Weidenpalisade (auch „Weidezweiggrenze“ oder „Flechtweidengrenze“) mit über 1000 km Länge, aber nur leicht befestigte Grenzmarkierung, war nicht Teil der Großen Mauern |
| Große Mauer in Südchina        | 1368–1644                     | 苗疆長城 / 苗疆长城 Miaojiang Changcheng                             |               | Die Miaojiang-Grenzmauer, gilt nicht als Teil der Großen Mauern im weiteren Sinn |

## Die Große Mauer der Ming-Zeit als Weltkulturerbe

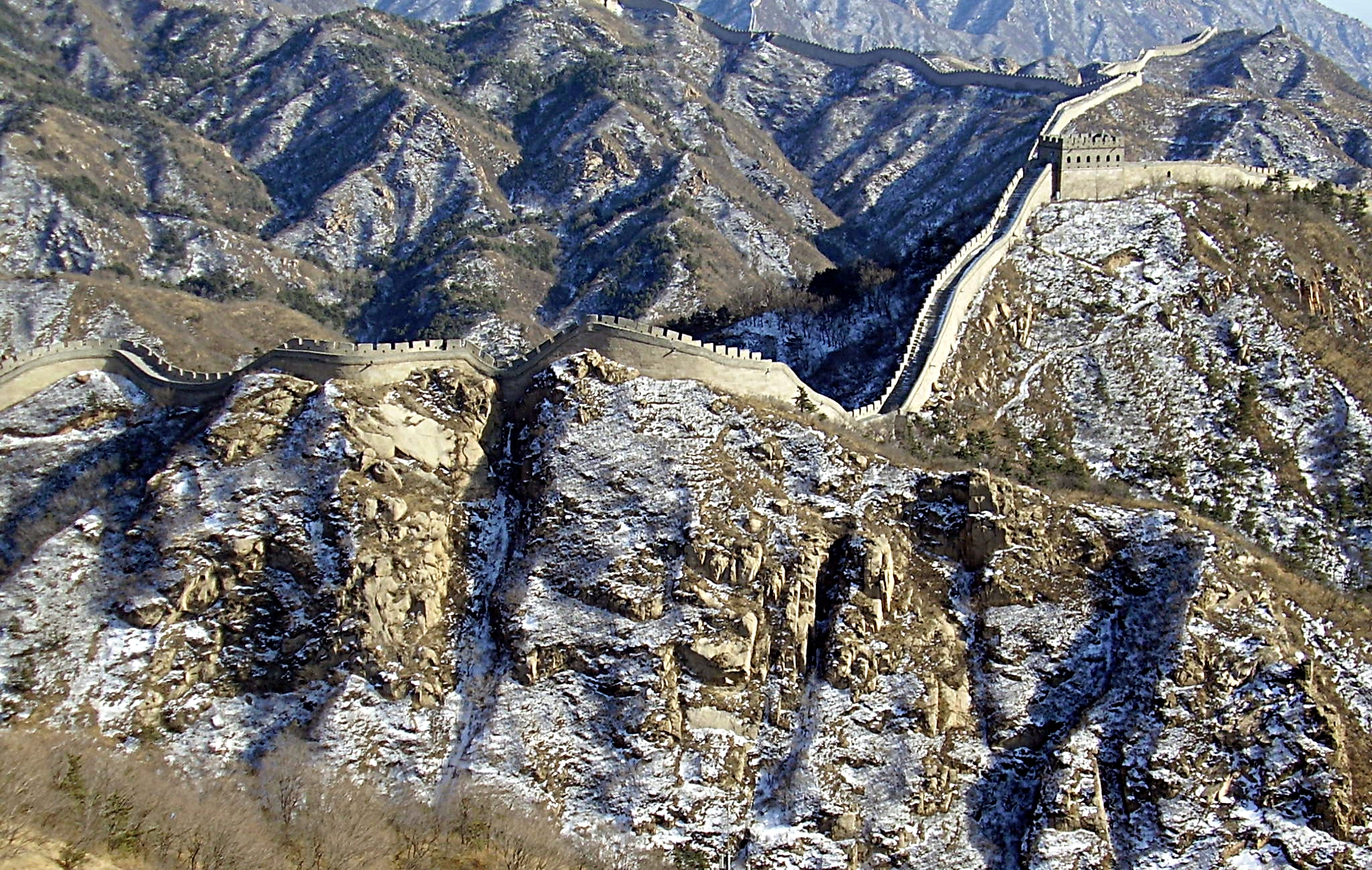
Chinesische Mauer im Winter

1987 erklärte die UNESCO die Badaling-, Shanhaiguan- und Jiayuguan-Abschnitte der Chinesischen Mauer zum Weltkulturerbe.
Während einige Teile der Mauer in der Nähe von Touristenzentren erhalten oder sogar restauriert wurden, sind große Teile der Mauer heute in schlechtem Zustand. Teilweise werden sie von den Dorfbewohnern aus der Nähe als Steinquelle für Häuser und Straßen genutzt. Abschnitte der Mauer wurden auch mit Graffiti bemalt oder eingerissen, um Platz für andere Bauvorhaben zu schaffen. Seit 2006 ist die Mauer geschützt, und es ist verboten, sie als Steinbruch zu nutzen. Die „Gesellschaft der großen chinesischen Mauer“ setzt sich für die Erhaltung ein.
2007 wurde die Mauer von weltweit 70 Millionen Menschen im Rahmen einer Privatinitiative zu einem der „neuen sieben Weltwunder“ gewählt. Sowohl die UNESCO als offizielle Hüterin des Weltkulturerbes als z. B. auch Ägypten (Antike Weltwunder: Pyramiden von Gizeh) distanzierten sich von der als „private Kampagne“ ohne wissenschaftliche Kriterien bezeichneten Wahl.

## Sichtbarkeit aus dem Weltraum

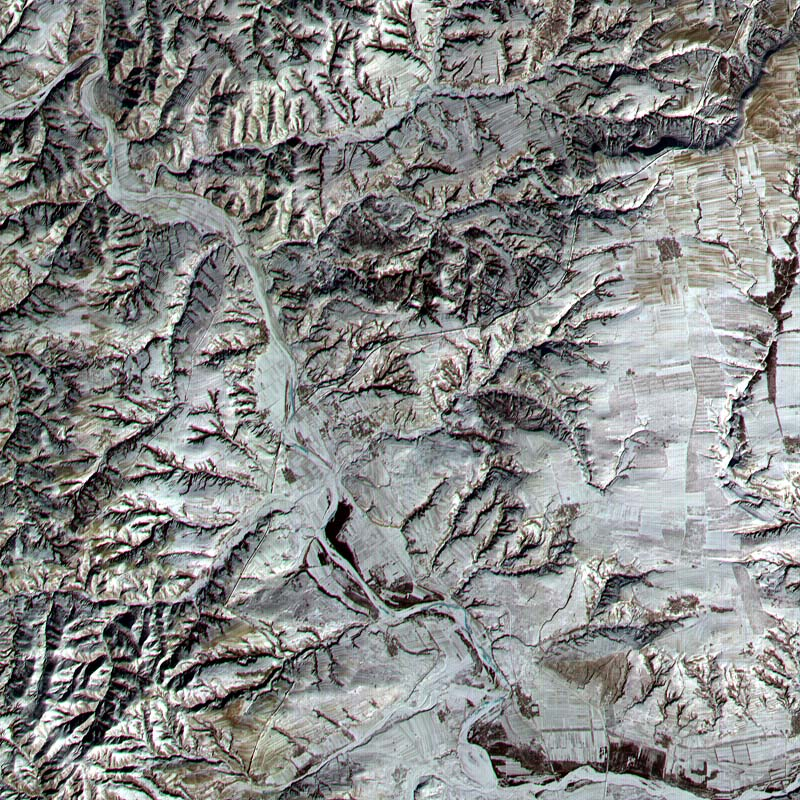
Satellitenbild der chinesischen Mauer bei sehr guten Witterungsbedingungen, 2001

Schon seit längerer Zeit wird behauptet, dass die Chinesische Mauer das einzige Bauwerk sei, das man mit bloßem Auge aus dem Weltraum sehen könne. Diese Behauptung verkennt, dass für die Erkennbarkeit eines Objektes aus großen Entfernungen nicht die längste, sondern die kürzeste Ausdehnung entscheidend ist. Bei der chinesischen Mauer also die Breite, ebenso wie bei einer Straße. Bisher hat noch kein Astronaut die Große Mauer der Ming-Zeit mit bloßem Auge erkennen können. Was man jedoch bei sehr guten Sichtverhältnissen aus großer Höhe sehen könnte, wäre der Schatten der Mauer, wenn die Sonne aus geeigneter Himmelsrichtung tief steht und die Mauer ein breites Schattenband erzeugt.
Der erste Raumfahrer Chinas – Yang Liwei – sagte nach seinem Raumflug im Oktober 2003: „Die Aussicht war wunderschön. Aber ich konnte die Chinesische Mauer nicht sehen.“ Schon der US-amerikanische Astronaut James Irwin hat nach seiner Apollo-15-Mission erklärt, es sei unmöglich, die Große Mauer zu sehen.
Leroy Chiao konnte 2005 von der Raumstation ISS aus die Mauer fotografieren. Er benutzte dazu einen handelsüblichen Fotoapparat und ein 180-mm-Teleobjektiv. Beim Fotografieren war er sich jedoch nicht sicher, ob er die Mauer im Sucher hatte. Mit bloßem Auge konnte er sie nicht ausmachen.
Hierbei ist jedoch zu beachten, dass der Begriff Weltraum denkbar unscharf definiert ist. Die meisten bemannten Raumfahrten der Vergangenheit fanden in einer Höhe von 300 bis 600 km statt. Zum Vergleich: Die Distanz Erde–Mond beträgt etwa 380.000 km. Das Bauwerk vom Mond aus mit dem Auge zu sehen wäre unmöglich.

## Weitere Bilder

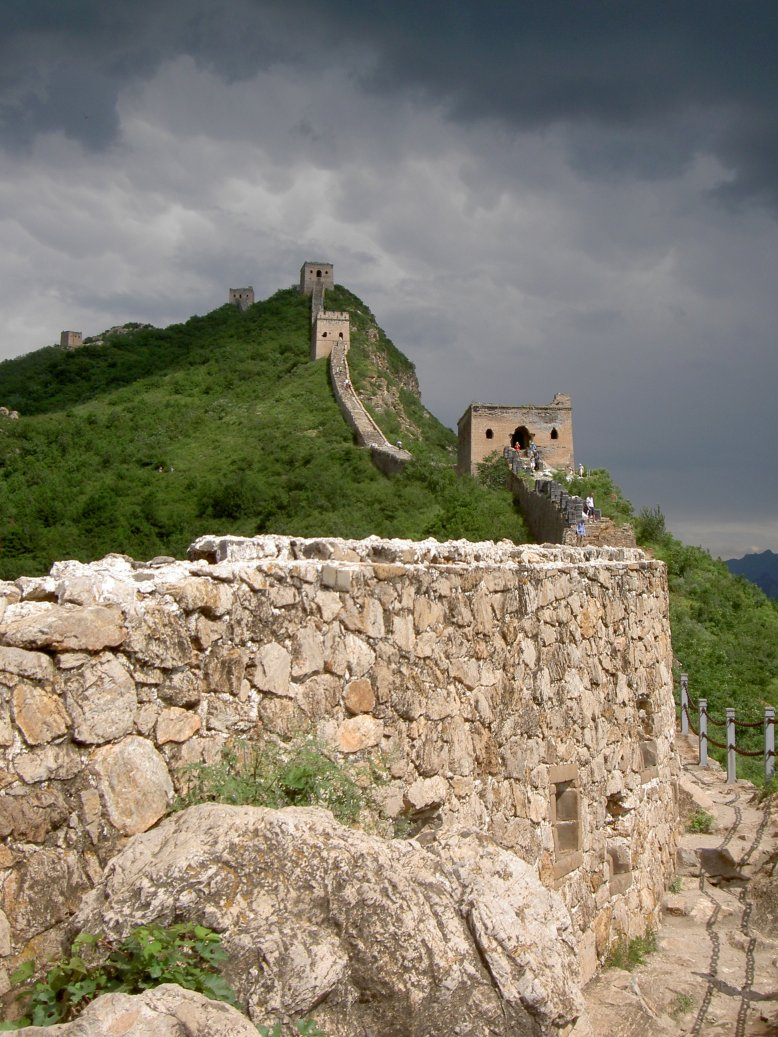
Chinesische Mauer bei Simatai
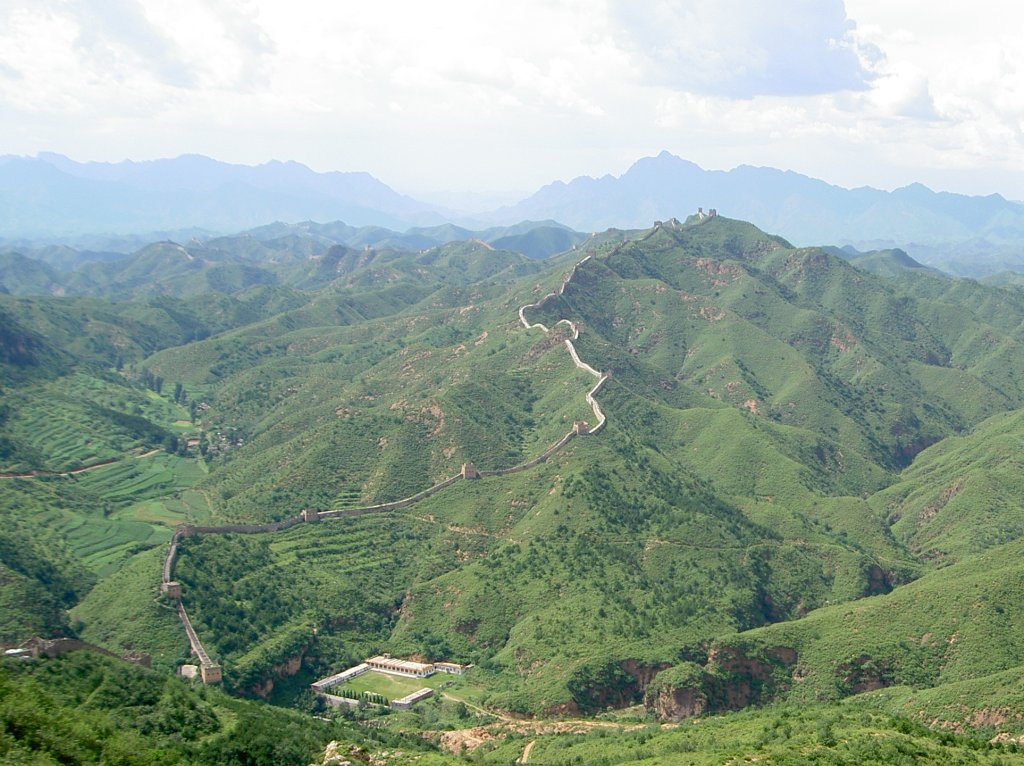
Simatai
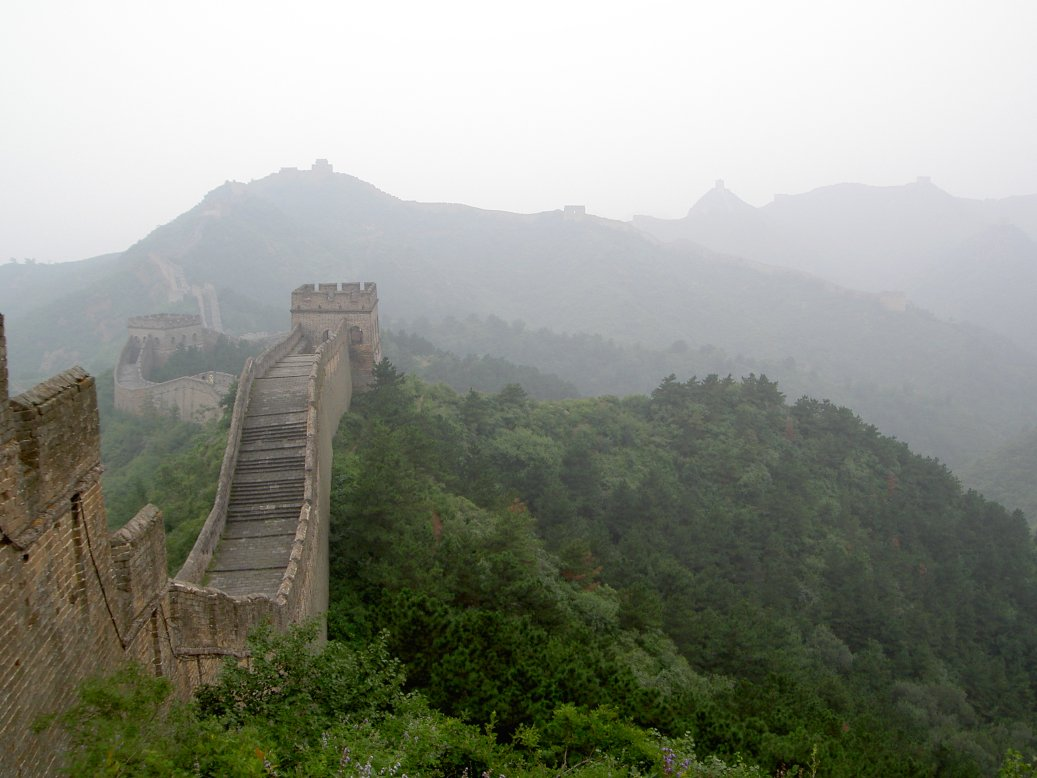
Chinesische Mauer bei Badaling
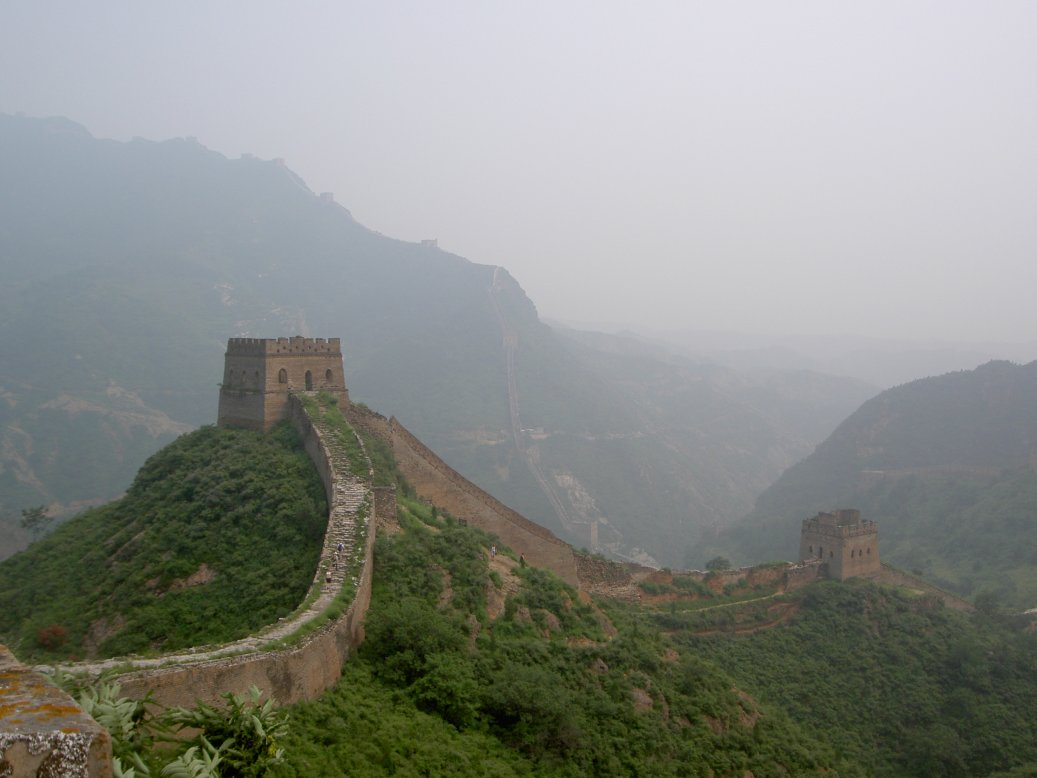
Von Jinshanling nach Simatai
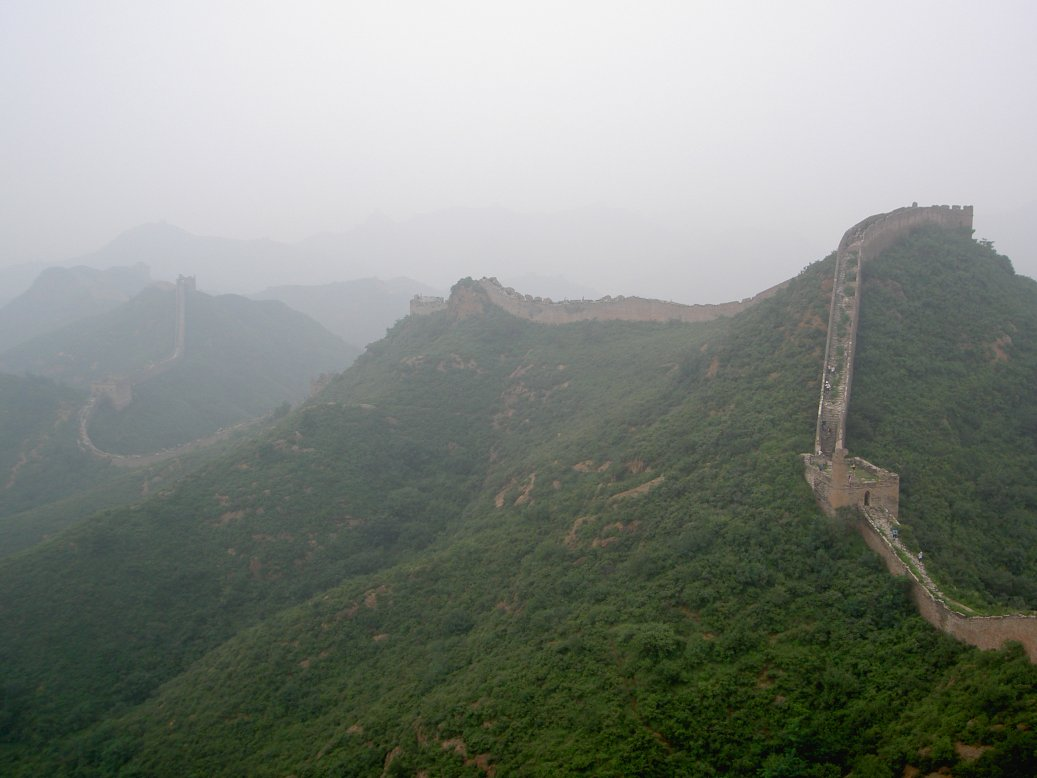
Chinesische Mauer bei Badaling
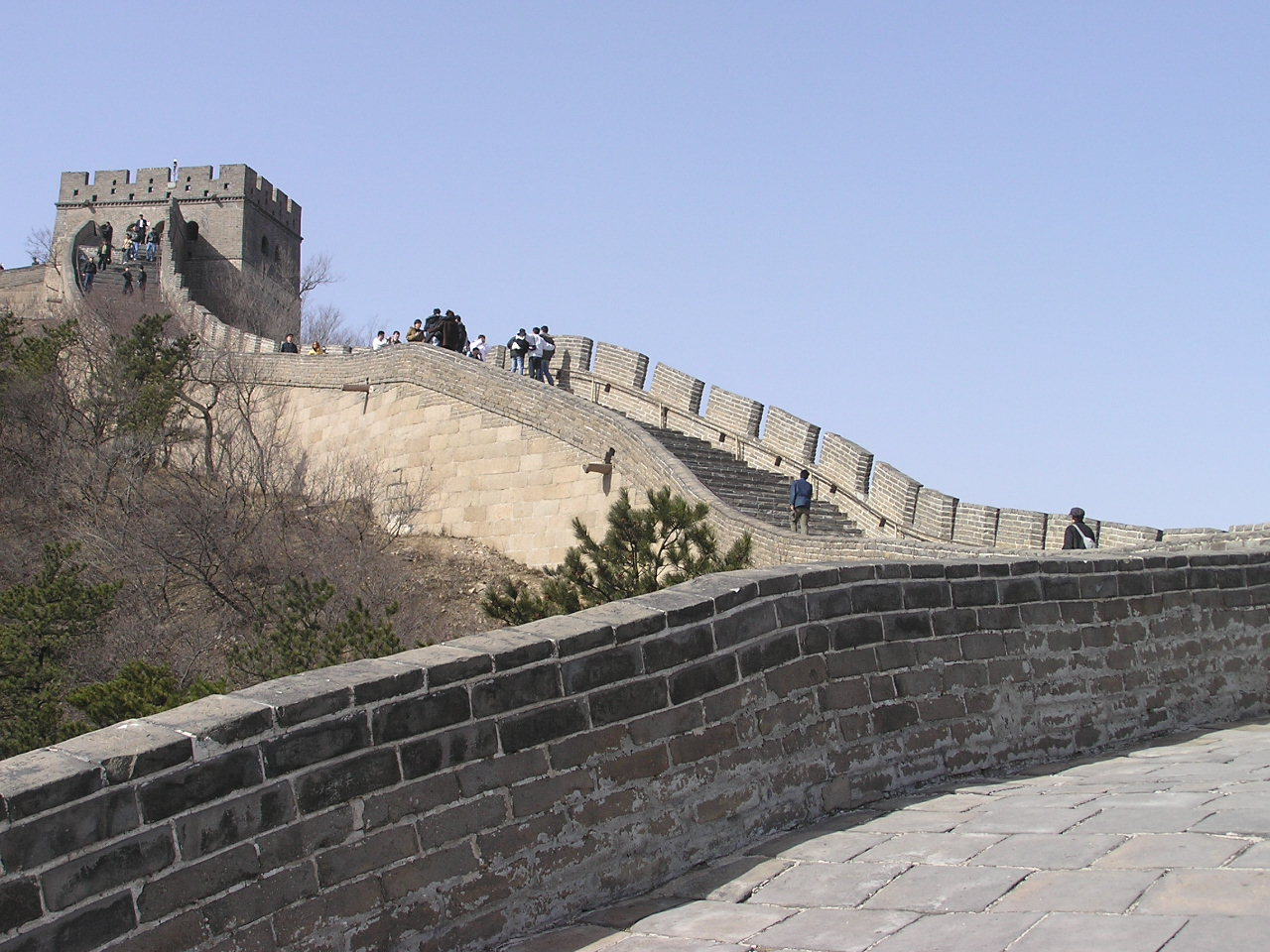
Touristen auf der Mauer

## Die Mauer als Thema in der Kunst
Das Thema der Chinesischen Mauer ist vielfach und in unterschiedlicher Weise in künstlerischen Werken aufgenommen worden. Das Sujet haben Franz Kafka in seinem Erzählfragment Beim Bau der Chinesischen Mauer (1917) oder Max Frisch in seinem Drama Die Chinesische Mauer (1946) literarisch aufgearbeitet.
Dem Action-Fantasy-Film The Great Wall (2017) liegt das Thema der Chinesischen Mauer zu Grunde.
Die chinesische Mauer ist ebenso wichtiger Bestandteil der Kunst-Performance The Lovers – The Great Wall Walk (1988) von Marina Abramović und Ulay.

## Dokumentarfilme
- Sascha Storfner: Chinas unbekannte Mauer. Weltspiegel Reportage, Weltreisen NDR, 21. August 2021 (Laufzeit 30 min).
- Félicie Derville, Patrick Luzeux, Marina Boyenval: Wunderwerke der Weltgeschichte. Chinas große Mauer. TV-Dokumentation von Pernel Media 2018, Deutsche Synchronfassung: ZDF Enterprises 2020, Erstsendung auf ZDFinfo, 13. Oktober 2020 (Laufzeit 45 min).
- Christina Twente: Terra X – Der Superwall: Chinas große Mauer. Teil 1 – Das Erwachen des Seinernen Drachen. TV-Dokumentation auf ZDF/Arte 2007 (Laufzeit 45 min).[47][48][49]